# 鈴木達夫
鈴木 達夫（すずき たつお、1935年 - ）は、日本の撮影監督、映画カメラマン。静岡県出身。

## 略歴
岩波映画製作所を経てフリーになり、1965年に『水で書かれた物語』で撮影を担当した。その後は日本アート・シアター・ギルドを中心に数々の劇映画の撮影に従事し、多くの監督たちから信頼され、黒木和雄、長谷川和彦、寺山修司、篠田正浩らの作品の撮影を担当している。ドキュメンタリー出身のため、手持ちカメラによるアクティブな映像を得意としながらも、画面構成や撮影技術にも長けており、多くの傑作を生み出している。
2021年、第44回日本アカデミー賞会長功労賞を受賞。

## 撮影担当作品
- 水で書かれた物語（1965年）
- 処刑の島（1966年）
- とべない沈黙（1966年）
- 女のみづうみ（1966年）
- 非行少年 陽の出の叫び（1967年）
- 薔薇の葬列（1969年）
- キューバの恋人（1969年）
- 明日また生きる（1970年）
- 修羅（1971年）
- 赤い鳥逃げた?（1973年）
- 卑弥呼（1974年）
- 修羅雪姫 怨み恋歌（1974年）
- 田園に死す（1974年）
- 桜の森の満開の下（1975年）
- 祭りの準備（1975年）
- 青春の殺人者（1976年）
- ボクサー（1977年）
- 太陽を盗んだ男（1979年）
- 夕暮まで（1980年）
- 制覇（1982年）
- 草迷宮（1983年）
- 海燕ジョーの奇跡（1984年）
- 最後の博徒（1985年）
- 結婚案内ミステリー（1985年）
- 波光きらめく果て（1986年）
- ちょうちん（1987年）
- アラカルト・カンパニー（1987年）
- 疵（1988年）
- TOMORROW 明日（1988年）
- マリリンに逢いたい（1988年）
- ドグラ・マグラ（1988年）
- レディ!レディ（1989年）
- ラッフルズホテル（1989年）
- 少年時代（1990年）
- チー公物語 ネズミ小僧のつくりかた世紀末版（1991年）
- ご挨拶（1991年）
- グッバイ・ママ（1991年）
- 寝盗られ宗介（1992年）
- シンガポールスリング（1993年）
- 横浜ばっくれ隊（1994年）
- 集団左遷（1994年）
- 写楽（1995年）
- 瀬戸内ムーンライト・セレナーデ（1997年）
- 秘祭（1998年）
- 梟の城（1999年）
- 長崎ぶらぶら節（2000年）
- 千年の恋 ひかる源氏物語（2001年）
- 父と暮せば（2004年）
- 深紅（2005年）
- ロストクライム -閃光-（2010年）
- 始まりも終わりもない（2012年）
- こどもしょくどう（2018年）